# 台灣䗉螺
臺灣䗉螺（学名：Umbonium suturale）为鐘螺科䗉螺屬下的一个种。